# André Aalberg
André Aalberg, André-Jean-Louis,  né le 5 juin 1913 à Sainte-Marie-aux-Mines et mort de ses blessures le 15 octobre 1943 , est un résistant français, Compagnon de la Libération.

## Biographie
André Aalberg est le fils de Jacques et de Emma Dickmann. Il travaille comme secrétaire dans une usine textile puis s'engage dans l'Infanterie Coloniale. Il est sergent en 1939 et participe, pendant la drôle de guerre, à de nombreux coups de main, au sein des corps francs, sur la frontière allemande, pour lesquels lui sont décernées deux citations.
Pendant la campagne de France, il est blessé et fait prisonnier, mais parvient à s'évader et rejoint le sud de la France.
Il se porte ensuite volontaire pour l'Indochine, mais déserte lors d'une escale à Dakar et tente de rejoindre la Gambie, alors britannique ; mais il est arrêté et ramené en France en avril 1941, puis condamné par le tribunal militaire de Clermont-Ferrand à un an de prison avec sursis.
À sa sortie de prison, il rejoint le réseau Mithridate. Après avoir été Secrétaire général du réseau, il en devient le chef adjoint en mai 1942. Il porte les noms de code de « Dieudonné » et « Jean-Louis »,. 
En 1942, il fait l’objet d'un mandat d’arrêt, pour trahison, prit à son encontre par le Juge d’instruction de la 13ème Division militaire de Clermont-Ferrand.  Le 23 mars 1943, il est condamné par contumace à trois ans de prison pour « atteinte à la sûreté extérieure de l’État ». 
Il emprunte l'identité d'un milicien, Lucien Navarron de Chabreloche. Dénoncé, il est arrêté à Clermont-Ferrand le 10 octobre 1943. En tentant de s'évader, André Aalberg est abattu de trois balles dans le ventre. Il survit mais est torturé, et, refusant de parler, il meurt cinq jours plus tard de ses blessures. 
André Aalberg est enterré à Clermont-Ferrand, sous le pseudonyme de Lucien Navarron car les autorités allemandes empêchent la police française de l'identifier,.

## Distinctions
Il est reconnu « Mort pour la France ».
- Compagnon de la Libération à titre posthume le 7 juillet 1945[6],[8].
- Médaille de la Résistance française.
- Croix de guerre 1939-1945[1]

## Reconnaissance
- Une école primaire porte son nom à Sainte-Marie-aux-Mines depuis le 25 mars 2003.